# Katherine Pierce
Katherine Pierce a Vámpírnaplók című amerikai fantasztikus tévéfilmsorozat egyik szereplője. Amara hasonmása, akinek még további hasonmásai Tatia és Elena.

## Szerepe
Katerina Petrova egy több száz éves vámpír. Damon és Stefan beleszeretettek, amikor még emberek voltak 1864-ben. Katerina egy játékos, fiatal, és kacér nő, de hideg, manipulatív, makacs, akaratos, önző és hazug. Kihasznál mindenkit, akit csak tud. Számára saját érdekei mindennél fontosabbak.
1473. június 5-én született Bulgáriában, Katerina Petrova néven. Törvénytelen lánya születése után (akit örökbe adtak, és az ő leszármazottja volt Isobel és Elena) családja kitagadta és száműzte. Ekkor vette fel a Katherine Pierce nevet. Megismerkedett egy vámpírral; Klaussal, de amint megtudta, hogy a férfi fel akarja őt áldozni, hogy megtörje a Nap és Hold átkát, elmenekült előle. Kihasznált egy Rose nevű vámpírt, aki adott neki a véréből, majd Katherine felakasztotta magát, ami által átváltozott vámpírrá. Klausnak már nem volt oka arra, hogy feláldozza a lányt, de Katherine-nek egész életében menekülnie kellett a férfi bosszúja elől. Így jutott el Mystic Falls-ba, ahol megismerkedett a Salvatore fivérekkel és nem utolsósorban George Lockwooddal. George vérfarkas volt, és Katerina az ő segítségével játszotta el azt, hogy a kriptába zárják, és meghalt. Ahogy 150 évvel később Damon felfedezte,hogy nem volt ott, mert George kiengedte a sírból (ellentétben 26 társával). Átváltoztatta Stefant és Damont, majd elmenekült a városból. A következő 150 éve nyugodtabban telt, s néhány évente kémlelte Stefant, például egy koncerten őt figyelte.
Végül a második évad első részében visszatért Mystic Falls-ba, hogy megszerezze a Nap és Hold átok megtöréséhez szükséges dolgokat. Többször is megfenyegette a Salvatore testvéreket és Elenát - Elena Gilbert Katerina kiköpött mása, és ez felkeltette a Salvatore testvérek figyelmét -, kórházba juttatta John Gilbertet - Elena apját - , megölte és vámpírrá változtatta Caroline Forbest - Elena barátnőjét. Az álarcosbál után Stefan és Damon abba a kriptába zárták őt, ahol több, mint egy évszázadig sínylődtek vámpír társai, akiket Katherine-nek köszönhetően zártak be oda. Sok ideig ott marad, de a 2. évad 15. részében újra kiszabadul, és egyezséget ajánl Klaus megölésére a Salvatore testvéreknek, megbízhatóságát a 16. részben tettel erősíti meg.
Miután Klaus Mystic Fallsba érkezik, elkapja és rabként tartja fogva Katherine-et. A lányt Klaus igézéssel arra kényszeríti, hogy kínozza magát. Damon rájön, hogy hol van Klaus, de a helyszínen csak Katherine-t találja és verbénát ad a lánynak, hogy Klaus ne tudja többet megigézni. (Damon nem tudja, hogy Katherine az évek során immunissá vált a verbénára - azt issza, hogy kivédjen minden vámpírok elleni támadást - ami később még komplikációkhoz vezet).
Miután Klaus arra kéri, hogy vigye el a vérét (az egyetlen gyógymódot a vérfarkas méregre), Katherine-nek sikerül megszöknie, de magával viszi a gyógyírt, és meggyógyítja Damont.
Ezután huzamosabb ideig eltűnik. Később Klaus és Stefan nyomát követve kémkedik a Salvatore testvérek után.
Egyszer megmenti Stefant egy boszorkány kínzásától. Kideríti és megtalálja Klaus apjának (ősi vámpírvadász) a sírját, akit feléleszt, és a férfi a lány akarata ellenére táplálkozik belőle.
Legközelebb eljátszva Elenát, átverve Klaust és Mikaelt, beleköpve a levesükbe megszökik Stefannal és megkéri, hogy legyen önmaga, cserébe pedig átadja neki Klaus családját (koporsóba zárt rokonok).
Katherine letelepedik egy kis városban, és az egész várost megigézve tartja. Feltűnik Elijah Mikaelson, akivel romantikus viszonyt kezdenek. Elijah felfedi Katherine előtt, hogy létezik gyógymód a vámpírságra, amit neki meg kell szereznie, és akkor megválthatja a szabadságát Klaustól.
Kikémleli Elenáékat, és követi őket a gyógyírhez. A szigeten Elenaként megöli Jeremyt, és meglóg a gyógyírrel.
Elena és Rebekah szövetséget kötnek, és rátalálnak Katherine-re. Magasztos tervei összedőlnek, amikor Elijah elhagyja őt, hogy New Orleansba utazzon.
Katherine levelet ír Klausnak, hogy menjen ő is New Orleansba, mert valamit forralnak ott ellene. Klaus elutazik, így Katherine visszatérhet Mystic Fallsba. Alkut köt Bonnie-val, mely szerint örökké halhatatlan lesz vagy megöli Elenát. Bonnie nem teljesíti az alku rá eső részét, így Katherine rátámad Elenára aki ledugja a gyógyírt a torkán. Katherine Pierce évszázadok után újra emberré változik, ezért bujkálnia kell, mert sebezhető, és nem kevés ellensége van.
A 2000 éves, halhatatlan Silas őt keresi,- keresteti, ugyanis kiderül, hogy mivel Katherine-é lett a gyógyír, ezért az ő vére a megoldás a vámpírság/halhatatlanság ellen. (Ezért nem tud visszaváltozni, mert a vére a gyógyír.) Ezek után nehéz lesz az élete, megbetegszik, és bujkálnia kell, nehogy megtudják, hogy újra ember lett, mert akkor az ellenségei bosszút állnak rajta. Később segítséget kér a Salvatore fivérektől, hogy had bujkálhasson Silas elől az ő házukban. Megismeri elvesztett lányát; Nadiát (vámpír), valamint viszonyba kezd Stefannal. Miután Silas kiszívja az ellenszert Katherine véréből, a lány emberré változik, de mivel több mint 500 évig vámpírként élt, ezért halandóként nagyon felgyorsul az öregedése. 
Katherine mindent megpróbál, hogy testének gyors fizikai romlását, öregedését megállítsa, de nem jár sikerrel. Ekkor lányától kér segítséget, aki egy boszorkány közreműködésével Katherine lelkét egy varázslattal átrakja Elena testébe. Így Katherine továbbra is életben maradhat, mert eljátssza, hogy ő de a többiek rájönnek a cselre, és tőrbe csalják. Stefan ajánlatot tesz neki, hogy vagy elmenekül, vagy elmegy hozzájuk, és elbúcsúzik haldokló lányától Nadiától, akit Tyler (vérfarkas) megharapott. 
Katherine úgy dönt, hogy elmegy, és elbúcsúzik a lányától. Szerelmet vall Stefannak, és megcsókolja, aki viszont egy tőrrel leszúrja őt, így Katherine elhagyja Elena testét. Később egy kápolnában tér magához, ahol megpróbál átmenni a másik oldalra (túlvilágra) Bonnie-n keresztül, de nem jár sikerrel, helyette egyenesen a pokolba kerül. Sok ideig nem hallani felőle, de aztán a 8. évad utolsó, záró epizódjában felbukkan, mint a pokol királynője. Visszatér, hogy bosszút állhasson, és elpusztítsa Mystic Falls-t egy hatalmas tűzvésszel. Ezt a Salvatore testvérek megakadályozzák, de ezért Stefannak meg kell halnia, így Katherine-nel együtt odavesznek a tűzvészben. Ezután többé nem hallunk Katherine Pierce felől.